# Acentronura
Acentronura is een geslacht van straalvinnige vissen uit de familie van zeenaalden en zeepaardjes (Syngnathidae). Het geslacht is voor het eerst wetenschappelijk beschreven in 1853 door Johann Jakob Kaup.

## Soorten
- Acentronura breviperula Fraser-Brunner & Whitley, 1949
- Acentronura gracilissima (Temminck & Schlegel, 1850)
- Acentronura tentaculata Günther, 1870